# 布雷利 (密蘇里州)
布雷利（英語：Braley）是位於美國密蘇里州克林頓縣的非建制地區。

## 地理
布雷利所處的海拔為高於海平面322米（即1056英呎），而該地所採用的時區為UTC-6，即北美中部時區（CST）。同時該地設有夏令時間，為UTC-6調快一小時，即UTC-5（CDT）。